# Ponte di Boffalora sopra Ticino (fiume Ticino)
Il ponte di Boffalora sopra Ticino (detto anche Ponte napoleonico di Boffalora sopra Ticino o Ponte di Boffalora Ticino sul fiume Ticino per non confonderlo con l'omonimo ponte sul Naviglio Grande presente in città; viene talvolta definito anche Ponte di San Martino) è un ponte ad archi a via superiore della provincia di Milano, costruito a più riprese tra il 1808 e il 1858 sul fiume Ticino. Rivestì un'importanza fondamentale nel corso della battaglia di Magenta nella seconda guerra d'indipendenza italiana e nelle ultime fasi della seconda guerra mondiale in Italia, prima della liberazione nel 1945 come uno dei principali e più diretti accessi verso la Lombardia dal Piemonte.
La strada che lo attraversava fino al 1962 era la Strada statale 11 Padana Superiore che percorre la tratta Novara-Milano ora spostata su un nuovo ponte adiacente ad esso. È lungo in totale 305,16 metri. Nel 1962 fu consentito il raddoppio ferroviario. Questo raddoppio mise fine al passaggio da doppio a singolo binario e alla demolizione dei due Posti di Passaggio denominati Bivio Ponte Ticino Sponda Sinistra e Bivio Ponte Ticino Sponda Destra. Fino al 1922 era presente la stazione Ponte sul Ticino sostituita da un Posto di Movimento e successivamente dal Bivio Ponte Ticino Sponda Destra.
Dal 1962 il ponte viene attraversato esclusivamente dai convogli della ferrovia Ferrovia Torino-Milano

## Storia

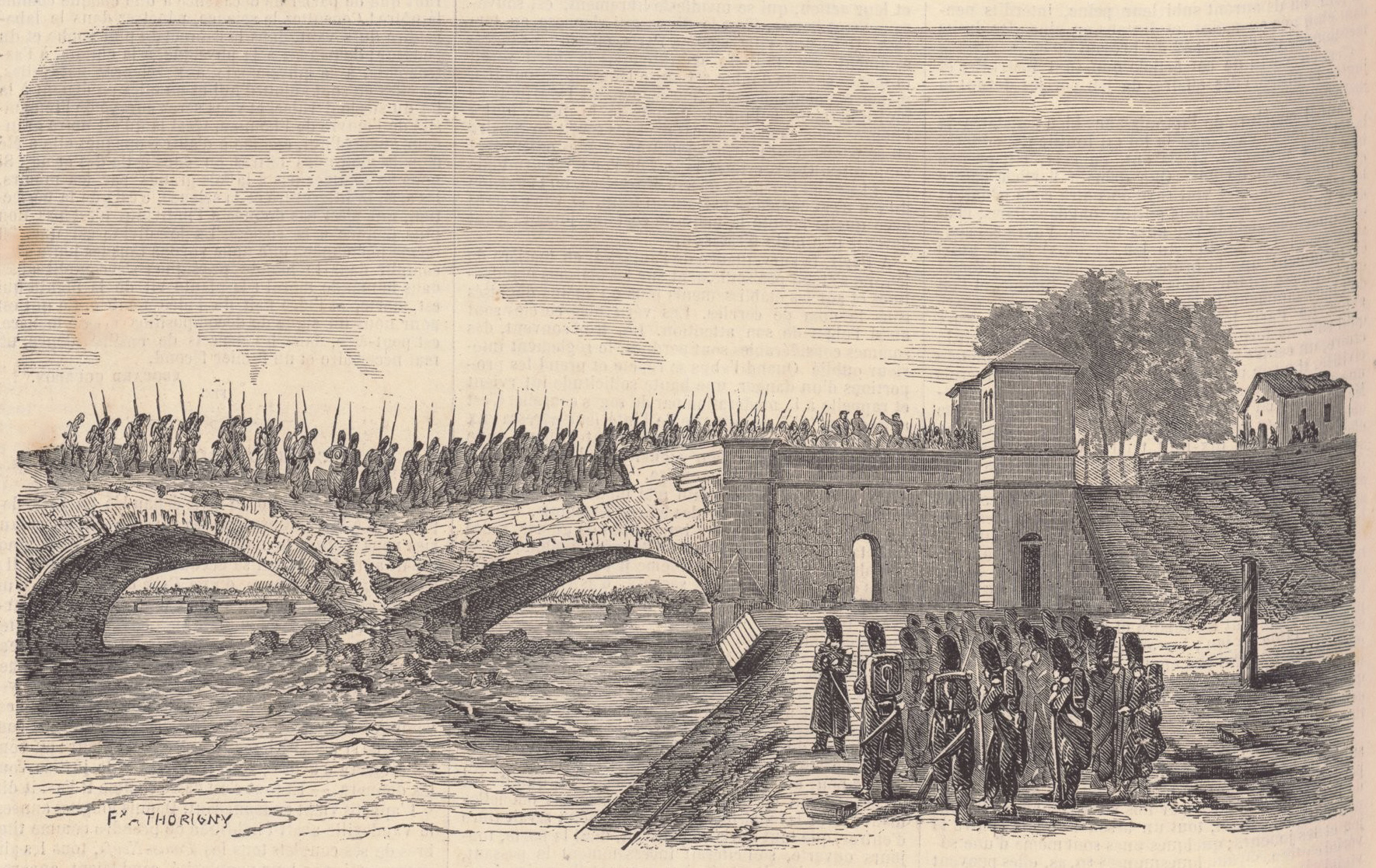
Il ponte sul Ticino durante l'attraversamento dei franco-piemontesi nei prodromi della Battaglia di Magenta.

Il ponte di Boffalora fu voluto nel 1808 da Napoleone Bonaparte per agevolare i collegamenti tra la Francia e l'Italia dal momento che dalla sua proclamazione a imperatore nel 1805, Milano aveva assunto un ruolo fondamentale come capitale del Regno d'Italia.
La prima fase di costruzione voluta dal Bonaparte, si concluse però con la sua caduta nel 1813 ed i lavori vennero ripresi solo nel 1823 da Carlo Felice di Savoia, re di Piemonte-Sardegna, il quale raggiunse un accordo con l'impero austriaco per riprendere la costruzione del progetto e ripartirne anche i costi tra i due paesi interessati dal collegamento. L'opera, colossale nelle dimensioni, venne affidata all'ingegnere novarese Stefano Ignazio Melchioni che realizzò un ponte di 304 metri totali di lunghezza, con 11 arcate e 10 piloni, interamente rivestito di granito del Montorfano. Il costo finale dell'opera fu di 3215 lire austriache. In questa seconda fase dei lavori il progetto del ponte non venne modificato in quanto il transito ferroviario avrebbe richiesto la costruzione di un ponte parallelo; quando il 18 ottobre 1858 si raggiunse un accordo per la costruzione della rete ferroviaria comune tra Piemonte e Lombardo-Veneto, la Imperial-regia società privilegiata delle strade ferrate lombardo-venete e dell'Italia Centrale si occupò della costruzione del tratto passante sopra il Ticino. Questo, ironia della sorte, fu uno dei principali punti di invasione dei franco-piemontesi durante la Battaglia di Magenta dell'anno successivo. Dopo aver depistato gli austriaci spingendoli a credere che le truppe franco-piemontesi avrebbero attraversato il Ticino più a sud, i soldati di Napoleone III puntarono verso il ponte di Boffalora e quello di Turbigo, più a nord. Accortisi del tranello teso loro dai franco-piemontesi, gli austriaci fecero saltare il ponte, posto a metà strada tra Magenta e Trecate, con l'intento di ostacolare l'avanzata dell'esercito nemico, ma questo al contrario resistette e in parte rimase transitabile, consentendo l'ingresso alla vallata e poi alla città di Magenta della Guardia Imperiale di Napoleone III comandata dal generale Mellinet.

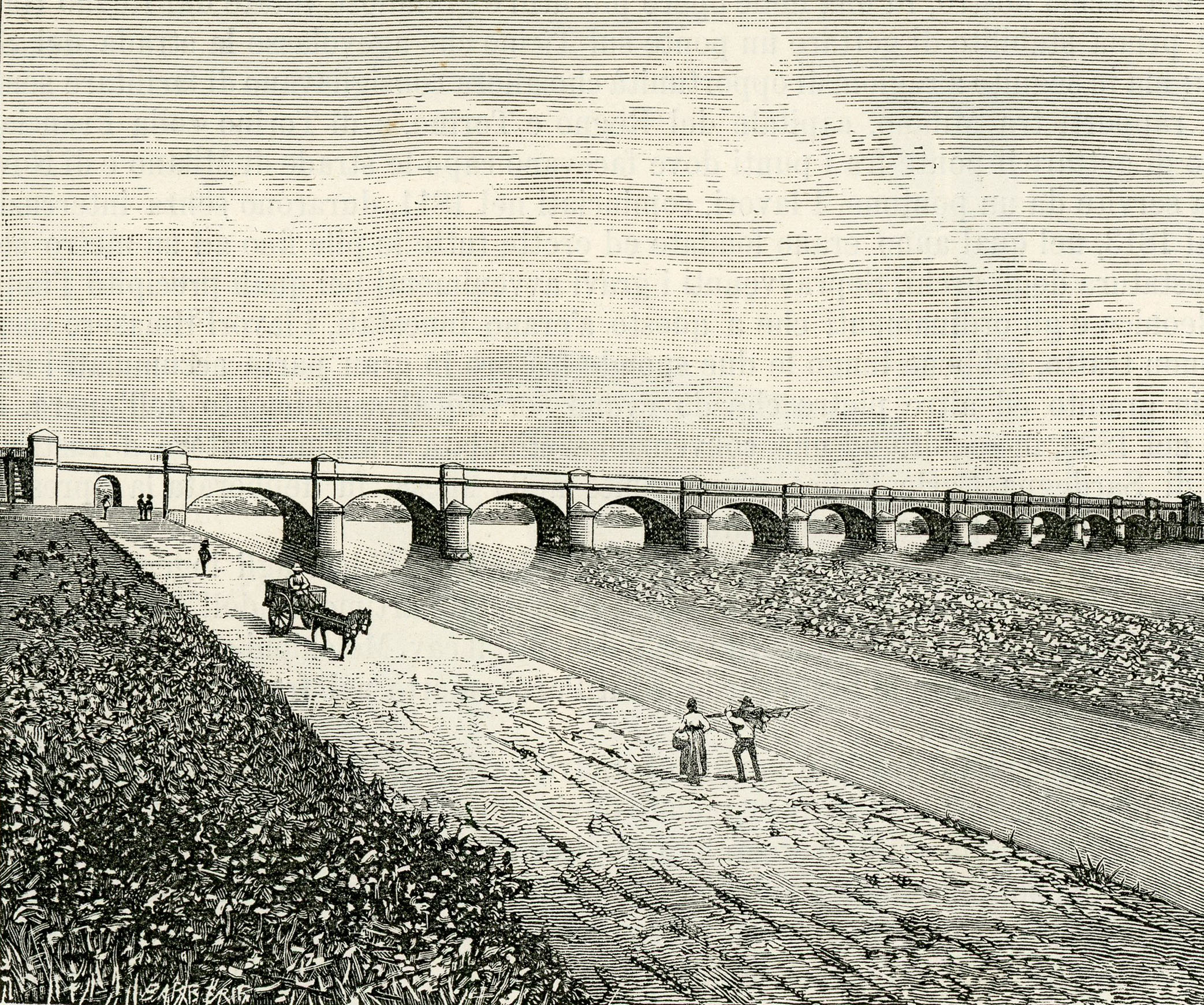
Il ponte di Boffalora in una xilografia di Giuseppe Barberis, 1894

Malgrado sia stato più volte sul punto di essere raso al suolo, il ponte rimase indenne e superò anche gli anni della seconda guerra mondiale, assistendo alla ritirata tedesca e all'avanzata degli alleati nel territorio del milanese. Nel corso della seconda guerra mondiale, la frazione di San Martino sarà nuovamente interessata dagli eventi bellici a causa della propria posizione strategica sul Ticino: il 3 agosto 1944 una decina di aerei inglesi sorvolarono il territorio a bassissima quota con obbiettivo il ponte sul fiume contro il quale furono sganciate numerose bombe che però non colpirono l'obbiettivo.